# Allelopathie

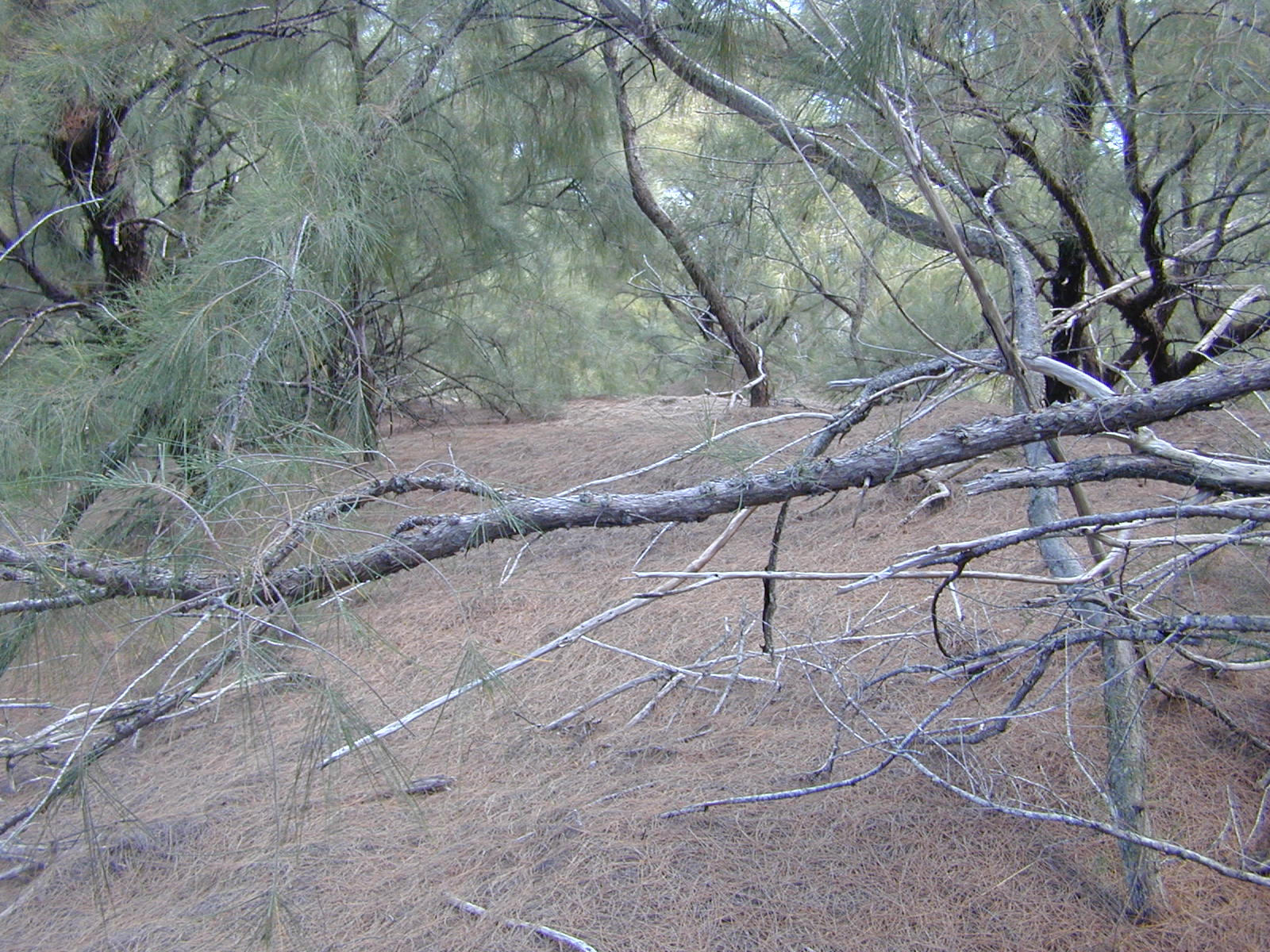
Het afgevallen blad van Casuarina equisetifolia onderdrukt ondanks de aanwezige open boomkronen de kieming van zaden.

Allelopathie is een verschijnsel dat planten, algen, bacteriën, koralen en schimmels stoffen produceren die de groei en ontwikkeling van andere organismen beïnvloeden. Deze stoffen worden allelochemische stoffen genoemd en zijn secundaire metabolieten. Ze kunnen een positief (positieve allelopathie), dan wel een negatief (negatieve allelopathie) effect hebben op andere in hun buurt voorkomende organismen.
Meestal wordt er echter met allelopathie bedoeld: de productie van stoffen door een plant die de groei van andere planten onderdrukt. Bij negatieve allelopathie brengen planten schadelijke (toxische) stoffen in de grond die de naburige planten in hun groei remmen of zelfs doden, zoals juglon.

## Geschiedenis
De term allelopathie, afkomstig van Oudgrieks ἀλληλοπάθεια, allelopatheia ('onderlinge beïnvloeding'), een samenstelling van ἀλλήλων, allēlōn en πάθος, pathos, werd voor het eerst gebruikt in 1937 door de Oostenrijkse professor Hans Molisch in het boek Der Einfluss einer Pflanze auf die andere - Allelopathie. Hij gebruikte de term voor het beschrijven van de biochemische interacties, die de groei van naburige planten door een andere plant belemmerden.
In 1971 verbreedden Whittaker en Fenny de term in hun publicatie in het wetenschappelijke tijdschrift Science en definieerden allelochemische stoffen als alle chemische interacties tussen organismen.
In 1984 verbreedde Elroy Leon Rice in zijn monografie de term allelopathie verder en liet er onder vallen alle directe positieve of negatieve effecten van een plant op een andere plant of op micro-orgamismen door het in het milieu brengen van biochemische stoffen.
In 1996 definieerde the International Allelopathy Society allelopathie als "Elk proces met betrekking tot secundaire metabolieten door planten, algen, bacteriën en schimmels geproduceerd dat de groei en ontwikkeling van biologische en landbouwkundige systemen beïnvloedt.
Men gaat nu (2009) echter weer terug naar de oorspronkelijke definitie van allelopathie: stoffen geproduceerd door een plant die de groei van een andere plant onderdrukken. Zoölogen zorgen voor nog meer verwarring doordat ze de term allelopathie gebruiken voor de chemische interactie tussen ongewervelden zoals koralen en sponsdieren.

## Voorbeelden van allelopathie
Leptospermone is een allelopathische stof die door de wortels van de rode lampenpoetser (Callistemon citrinus) geproduceerd wordt. Ofschoon het een te zwak effect heeft om te worden gebruikt als een commercieel herbicide blijkt de analoge stof, mesotrione (handelsnaam Callisto), wel voldoende effectief. Het wordt verkocht voor het bestrijden van breedbladige onkruiden in maïs, maar ook van glad vingergras en harig vingergras in gazons kunnen er mee bestreden worden. 
Sheeja (1993) rapporteerde de allelopathische interactie van de onkruiden Chromolaena odorata (syn. Eupatorium odoratum) en wisselbloem (Lantana camara) op belangrijke hoofdgewassen.
Allelopathie blijkt in bossen een belangrijke rol te spelen, waardoor de samenstelling en het groeipatroon bij de regeneratie beïnvloed wordt. Zo beïnvloedt de zwarte walnoot door de productie van juglon de groei van sommige plantensoorten, terwijl andere plantensoorten geen last hebben van juglon. 
De afgevallen bladeren van de Eucalyptus en worteluitscheidingen zijn allelopathisch voor bepaalde micro-organismen en plantensoorten. 
De hemelboom (Ailanthus altissima) produceert in de wortels allelochemische stoffen die de groei van vele plantensoorten onderdrukt.
Rijst (Oryza sativa) heeft ook een sterke allelopathische invloed op onkruiden. De mate hangt af van de rijstsoort en het ras. De ondersoort O. sativa ssp. japonica is meer allelopatisch dan de ondersoort O. sativa ssp. indica en de hybride  O. japonica × indica. De allelopathische eigenschappen in rijst vererven kwantitatief.